# روبرت يونس
روبرت يونس (بالإنجليزية: Robert Younis)‏ هو لاعب كرة قدم أسترالي في مركز الهجوم، ولد في 14 أغسطس 1985 في سيدني في أستراليا. لعب مع أديلايد يونايتد وسيدني تايغرز.

## وصلات خارجية
- روبرت يونس على موقع الاتحاد الدولي (مؤرشف)  (الإنجليزية)
- روبرت يونس على موقع قاعدة بيانات كرة القدم.إي يو (الإنجليزية)
- روبرت يونس على موقع عالم كرة القدم.نت (الإنجليزية)